# Dalida
Dalida (rojena kot Iolanda Cristina Gigliotti), pevka italijanskega rodu, rojena v Egiptu, ki je večino življenja preživela v Franciji; * 17. januar 1933, Kairo, Egipt, † 3. maj 1987, Pariz, Francija.
Dalida je bila ena najuspešnejših pevk v svetovnem merilu. Prejela je 55 zlatih plošč ter bila prva sploh, ki je prejela diamantno ploščo.
Posnela je pesmi v več kot 10 jezikih, in sicer v francoščini, italijanščini, arabščini, nemščini, angleščini, hebrejščini, nizozemščini, grščini, španščini in japonščini.
Med njenimi najbolj poznanimi skladbami so: Avec le temps, Je suis malade, Paroles, Paroles (z Alainom Delonom), Il venait d'avoir 18 ans, Gigi l'Amoroso, Salma ya salama ...

## Zgodnje življenje
Dalida se je rodila kot Iolanda Cristina Gigliotti v Egiptu. Njena družina je izhajala iz Italije, in sicer iz Kalabrije, a so Italijo na prelomu stoletja zapustili že njeni stari starši. Imela je še starejšega brata Orlanda in mlajšega Bruna (ki se je kasneje tudi preimenoval v Orlanda). Njen oče je igral prvo violino v kairski operi. Kot otrok je obiskovala katoliško šolo..
Leta 1951 se je podala na modne brvi in postala manekenka. Leta 1955 se je udeležila izbora za mis Egipta ter zmagala. Še istega leta je na pobudo francoskega režiserja Marca de Gastyna ter kljub nasprotovanju staršev odšla v Pariz, kjer si je želela uspeti kot filmska igralka. V tem času si je nadela vzdevek Dalila, ki ga je malo zatem spremenila v Dalida.

## Kariera

### 1956–1976
Dalida po prihodu v Pariz ni uspela pri iskanju filmske kariere, a je začela obiskovati ure petja ter bila povabljena kot gostja v kabaret na Elizejskih poljanah, kjer je požela prvi večji uspeh. S pesmijo Etrangère au Paradis se je predstavila tudi v pariški dvorani Olympia, kjer sta jo opazila Lucien Morisse (njen kasnejši mož) in Eddie Barclay, ki sta odkrivala nove pevske talente. Morisse je bil umetniški vodja priljubljene radijske postaje Radio Europe 1, Barclay pa priznani glasbeni producent. Dalidin glasbeni prvenec Madona je Morisse močno podprl in zares je doživel uspeh, a mnogo večji uspeh je pomenila izdaja pesmi Bambino leta 1956 – na prvih desetih mestih francoske glasbene lestvice se je skladba obdržala kar 46 tednov in ostaja do danes eden najbolje prodajanih singlov v Franciji. Za skladbo je Dalida 17. septembra 1957 prejela tudi prvo zlato ploščo. Istega leta je tudi nastopila v Olympii. Naslednja njena skladba Gondolier je izšla za božič 1957 in je zopet požela uspeh, kot vse skladbe v začetku njene kariere, kot so Come Prima (Tu Me Donnes), Ciao Ciao Bambina, Save the Last Dance For Me, Garde-Moi la Dernière Danse.
Od leta 1958 do začetka 60-ih let je hodila po številnih turnejah po Franciji, Egiptu, Italiji in ZDA. Turneja po Egiptu in Italiji je njeno slavo razširila izven francoskih mej in postala je priljubljena po vsej Evropi. Turneja po ZDA je bila manj uspešna in nasploh ni tako zaslovela na angleško govorečem tržišču.
Leta 1961 je s svojim šovom nastopala en mesec v Olympii in vse vstopnice so bile popolnoma razprodane. Kmalu zatem je šla na turnejo po Hong Kongu in Vietnamu. V 60. letih je še večkrat nastopala v Olympii ter čedalje pogosteje gostovala v tujini. Leta 1958 je kot edina oseba z glasbenega področja prejela častno nagrado francoskega predsednika de Gaulla (Médaille de la Présidence de la République).
V zgodnjih 70. letih je Dalida izdala nekaj svojih najuspešnejših pesmi. Za svoje pesmi je izbirala čedalje globlja besedila. Bruno Coquatrix, lastnik Olympie, se ni strinjal s spremembami v njeni glasbeni poti in je omahoval pri povabilu Dalide na nastope v svojo dvorano. Dalida je zato sama najela Olympio in zopet pri občinstvu doživela izjemen odziv.
Leta 1973 je z Alainom Delonom, s katerim je bila tesno spoprijateljena, posnela pesem Paroles Paroles (ki jo je v italijanskem izvirniku pela Mina) – pesem je postala velika uspešnica in v Franciji ter na Japonskem zasedala prva mesta glasbenih lestvic. Naslednja pesem, Il Venait d’Avoir Dix-Huit Ans je zasedla prvo mesto v devetih državah, Gigi l’Amoroso pa leta 1974 v 12 državah. Sledila je turneja po Japonski, Kanadi in Nemčiji. Februarja so francoski glasbeni kritiki pevko počastili s prestižno nagrado Prix de l'Académie du Disque Français.

### 1976-1987
Leta 1976 je pomenilo nov preobrat v pevkini karieri – izšla je pesem J’Attendrai, ki velja za prvo francosko disko pesem. Dalida je pogosto nastopala v televizijskih oddajah po vsej Evropi. Leta 1978 je posnela Salma Ya Salama, egipčansko ljudsko pesem, ki je bila zaradi uspeha prevedena tudi v arabščino, francoščino, italijanščino in nemščino. Naslednja Dalidina uspešnica je bila skladba Génération ‘78, ki je bila pravzaprav disko kombinacija prejšnjih njenih uspešnic in je postala prva francoska pesem, za katero so posneli tudi videospot. V času teh disko uspešnic je postala Dalida zelo priljubljena tudi med gejevskim občinstvom, kar je ostalo do danes. Novembra leta 1978 je nastopila v šovu na Carnegie Hallu New Yorku, katerega koreograf je bil Lester Wilson. Šov je poleti leta 1979 ponovila v pariškem Palais des Sports in se nato podala na turnejo po Franciji, ki je trajala do jeseni. Istega leta je izdala pesem Gigi in Paradisco.
Leta 1981 je izšla skladba Rio do Brasil. Ponovno je večkrat nastopila v Olympii. V noči po prvem nastopu je Dalida kot prva v svetu prejela diamantno ploščo za prodajo gramofonskih plošč, ki je presegla 86 milijonov primerkov. Večino časa v letih 1982 in 1984 je preživela po turnejah, medtem pa leta 1983 izdala album Les P'tits Mots, na katerem sta bili med drugimi tudi pesmi Lucas in Mourir Sur Scène. Prihodnje leto je izšel njen album z naslovom Dali ter več singlov, med njimi Soleil, Pour te Dire Je T’aime inKalimba de Luna. Naslednji album iz leta 1986 z naslovom Le visage de l'amour je bil njen zadnji album s posnetki novih pesmi.
Leta 1985 je imela več operacij na očesu, zaradi česar je morala prekiniti s pevsko kariero. Prihodnje leto je nastopila v vlogi mlajše babice v filmu Le Sixième Jour in doživela pohvalne kritike.

## Zasebno življenje
Ob izjemno uspešni karieri je Dalida na zasebnem področju doživljala številne padce. Njen prvi mož, Lucien Morisse, s katerim se je poročila 8. aprila 1961, je nekaj let po ločitvi storil samomor. Tudi dva kasnejša ljubimca, Luigi Tenco in Richard Chanfray, sta življenje končala s samomorom.
Z Lucienom se je razšla že po nekaj mesecih zakona ter se zaljubila v mlajšega poljskega umetnika Jeana Sobieskega.
Dalida je spoznala italijanskega pevca Luigija Tenca v Rimu leta 1966. Leta 1967 je Luigi skupaj z Dalido nastopil na festivalu v San Remu. Njuna pesem Ciao Amore Ciao se ni uvrstila v finale. Po festivalu je Luigi v hotelski sobi naredil samomor s strelom v glavo in truplo je našla Dalida. Luigijev samomor je Dalido zelo presunil; zbolela je za depresijo ter poskušala tudi sama storiti samomor.
Richarda Chanfraya, samooklicanega čarodeja, je Dalida srečala leta 1972, ko je bila na vrhuncu kariere. Richard je bil paranoičen in neuravnovešen. Z Dalido sta se po nekaj letih razšla. Leta 1983 je storil samomor z zaužitjem barbituratov.

## Smrt
Dalida je umrla 3. maja 1987 zaradi prevelikega odmerka barbituratov. V poslovilnem pismu je zapisala, da je življenje postalo neznosno. Pokopana je na pariškem pokopališču Cimetière de Montmartre. Na njeni grobnici se nahaja kip naravne velikosti.
Po smrti je Dalida postala kultna osebnost tudi za nove generacije oboževalcev. Leta 1988 je Encyclopedia Universalis opravila glasovanje za osebnosti z največjim vplivom na francosko družbo in Dalida se je uvrstila na drugo mesto, po Charlesu de Gaullu.
Leta 1997 so v Parizu po nej poimenovali trg ter na njem postavili Dalidino poprsje. Leta 1999 so izšle 3 zgoščenke z njenimi največjimi uspešnicami. Naslednje leto je njen dolgoletni prijatelj  Charles Aznavour posnel uspešnico De la scène à la Seine, pesem, v kateri govori o njenem življenju v Franciji. Petnajsto obletnico njene smrti leta 2002 je francoska vlada počastila s spominsko znamko z njenim portretom. Istega leta so ponovno izšli njeni zgodnji albumi v posebni izdaji. Med letoma 1956 in 2002 je bilo prodanih 170 milijonov njenih nosilcev zvoka.
Leta 1999 so v Rimu igrali igro Solitudini - Luigi Tenco e Dalida, leta 2005 pa je bil posnet film v dveh delih z naslovom Dalida - vlogo Dalide je odigrala Sabrina Ferilli.
Med majem in septembrom 2007 je v pariški mestni hiši potekala razstava njenih oblek in poprej neobjavljenih fotografij.

## Filmografija
- Joseph and His Brothers - (film, 1954) z Omarjem Sharifom
- Le Masque de Toutankhamon - (film, 1954) z Gilom Vidalom
- Sigara wa Kass - (film, 1954)
- Brigade des mœurs - (film, 1957)
- Rapt au deuxième bureau - (film, 1958)
- Parlez-moi d'amour - (film, 1960)
- L'inconnue de Hong Kong - (film, 1963)
- Menage all'italiana - (film, 1965) z Ugom Tognazzijem
- Io ti amo - (film, 1968) z Albertom Lupom
- Comme sur des roulettes - (film, 1977)
- Dalida pour toujours - (dokumentarec, 1977)
- Le sixième jour - (film, 1986)
- Le grand voyage - (dokumentarec, 1997)

## Diskografija
| - 1956 – Son nom est Dalida - 1957 – Miguel - 1958 – Gondolier - 1958 – Les Gitans - 1959 – Le disque d'or de Dalida - 1959 – Love in Portofino (A San Cristina) - 1960 – Les enfants du Pirée - 1961 – Garde-moi moi la dernière danse - 1961 – Loin de moi - 1961 – Milord - 1961 – Rendez-vous mit Dalida - 1962 – Le petit Gonzalès - 1963 – Eux - 1964 – Amore Scusami (Amour excuse-moi) - 1965 – Il Silenzio (Bonsoir mon amour) - 1966 – Pensiamoci Ogni Sera - 1967 – Olympia 67 | - 1967 – Piccolo Ragazzo - 1968 – Un po' d'amore - 1968 – Le temps des fleurs - 1969 – Canta in Italiano - 1969 – Ma mère me disait - 1969 – In Deutsch - 1970 – Ils ont changé ma chanson - 1971 – Une vie - 1972 – Olympia 71 - 1972 – Il faut du temps - 1973 – Sings in Italian for you - 1973 – Julien - 1974 – Olympia 74 - 1974 – Manuel - 1975 – Sempre piu' - 1975 – J'attendrai | - 1976 – Coup de chapeau au passé - 1976 – Die neuen Lieder der Dalida - 1977 – Femme est la nuit - 1977 – Olympia 77 - 1977 – Salma ya salama - 1978 – Génération 78 / Voilà pourquoi je chante / Ça me fait rêver - 1979 – Dédié à toi (Monday Tuesday) - 1980 – Gigi in Paradisco - 1980 – Le spectacle du Palais des Sports 1980 - 1981 – Olympia 81 - 1982 – Spécial Dalida - 1982 – Mondialement vôtre - 1983 – Les p'tits mots - 1984 – Dali - 1986 – Le visage de l'amour - 1987 – La magie des mots (neobjavljeno) - 1987 – Tigani bi arab |

### Posthumne izdaje
- 1995 –	Comme si j'étais là...
- 1996 –	À ma manière
- 1997 –	Olympia 1959
- 1997 –	L'an 2005
- 1998 –	Le rêve oriental
- 2001 –	Révolution 5° du nom